# Момо (коммуна)
Момо (итал. Momo) — коммуна в Италии, располагается в регионе Пьемонт, в провинции Новара.
Население составляет 2724 человека (2008 г.), плотность населения составляет 118 чел./км². Занимает площадь 23 км². Почтовый индекс — 28015. Телефонный код — 0321.
Покровителями коммуны почитаются святой Зенон Веронский и святая Фёкла, празднование во второе воскресение августа.

## Демография
Динамика населения:

## Администрация коммуны
- Официальный сайт: http://www.comune.momo.no.it/